# Armando José Dourado da Silva
Armando José Dourado da Silva (* 19. September 1967 in Dili, Portugiesisch-Timor; † 11. November 2020 in Dili, Osttimor), Kampfname Mausurik Murak Rai, war ein Politiker aus Osttimor.

## Werdegang
Am 20. April 1990 gründete er 20. April 1990 mit 48 anderen Jugendlichen die Frente Iha Timor Unidos Nafatin (FITUN), einer Jugend-Unabhängigkeitsorganisation. Sein Stellvertreter wurde Marito Mota. Am 7. Mai 2001 übergab Silva den Vorsitz an Afonso Freitas.
Im Mai 2001 wurde Silva Präsident der neugegründeten Partai Liberal (PL), die 2011 in Partidu Democrática Liberal (PDL) umbenannt wurde, und sich als Vertretung der jungen Generation ansah. Sie sollte keine Umwandlung von FITUN sein, hatte aber führende Mitglieder aus der Jugendbewegung. Einige Quellen sprechen von einer Spaltung von FITUN.
Auf Listenplatz 1 der PL wurde er bei den Wahlen 2001 in die Verfassunggebende Versammlung gewählt. Hier wurde Silva Mitglied des Systematisation and Harmonisation Committee.
Mit der Unabhängigkeit Osttimors am 20. Mai 2002 wurde die Versammlung zum Nationalparlament und Silva Abgeordneter. Hier war er Mitglied in der Kommission E (Kommission für Eliminierung von Armut, ländliche und regionale Entwicklung und Gleichstellung der Geschlechter). Zeitweise wurde Silva als Abgeordneter vom Listensechsten Carlos de Almeida Sarmento vertreten.
Bei den Neuwahlen im Juni 2007 trat die PL nicht an und Silva kandidierte für den Congresso Nacional da Reconstrução Timorense (CNRT).
Noch 2011 Vorsitzender, wurde Silva vor den Wahlen 2012 von Marito de Araújo als Vorsitzender der PDL abgelöst. Zu den Wahlen trat Silva nicht mehr als Kandidat an.
Am 14. November 2020 verstarb Silva um 21 Uhr Ortszeit im Hospital Nacional Guido Valadares (HNGV).